# Хелън Уогнър
Хелън Уогнър (на английски: Helen Wagner) е американска актриса, известна с продължителното си участие в сапунената опера „Докато свят светува“.

## Биография
Уогнър е родена на 3 септември 1918 г. в Лабък, Тексас. Завършва колежа Монмът в Илинойс. В началото на 50-те години взима участие в телевизионния сериал „Пътеводна светлина“. С малки прекъсвания тя играе ролята на Нанси Хюз, една от главните в сериала „Докато свят светува“, от неговото начало през април 1956 година до смъртта си. Според Световните рекорди на Гинес, това е ролята, най-дълго изпълнявана от един и същ актьор, в цялата история на телевизията.
Хелън Уогнър умира на 1 май 2010 година.